# Paul McGillion
Paul McGillion, född 5 januari 1969, skotsk skådespelare. Han spelar bland annat läkaren Dr. Carson Beckett i TV-serien Stargate Atlantis. Är även med i A Dog's Breakfast där han spelar Ryan. Har även gästspelat i Stargate SG-1 som en ung Ernest Littlefield.